# Grammarly
Grammarly är en engelskspråkig tjänst för stavning, plagiering och grammatisk korrekthetskontroll för texter. Korrekturläsaren kan tillämpa mer än 250 olika grammatikregler. Grammarly är endast tillgänglig på engelska.
Grammarly lanserades 2009 i Ukraina av Max Lytvyn, Alex Shevchenko och Dmytro Lider. Deras gemensamma mål var att hjälpa människor till att kommunicera mer effektivt på en global nivå. Grammarly har sedan dess växt och expanderat stort och brukas nu av människor över hela världen. Numera har tjänsten över trettio miljoner dagliga användare och finns på alla möjliga olika plattformar, så som LinkedIn, Facebook, och Gmail. 